# 荻野琢真
荻野 琢真（おぎの たくま、1988年7月28日 - ）は、中央競馬・栗東トレーニングセンターの騎手。騎手免許は平地競走、障害競走の両方を所持（ただし障害競走の出走経験はない）。

## 来歴
競馬とは無縁の家庭であった。小学5年生の時に家族で北海道へ旅行に行った際に道を間違えて日高町の牧場に迷い込み、その時にサラブレッドを見て感動し、乗馬を始めた。兵庫県内の乗馬クラブで腕を磨き、2004年4月にJRA競馬学校騎手課程第23期生として入学。2007年2月に競馬学校を卒業し騎手免許を取得する。同期には浜中俊・藤岡康太・丸田恭介らがいる。卒業前の12月16日に中山競馬場で行われた模擬レースでは、丸田に次ぐ2着であった。
初騎乗は3月3日の中京競馬第1競走においてブライティアアーチに騎乗し、16頭立ての11着。1週間後の3月10日の中京競馬第3競走において、コアレスリーヴァに騎乗し初勝利。初年度は11勝を挙げる。
初重賞勝ちはデビュー3年目の2009年1月18日の日経新春杯で、テイエムプリキュア騎乗によるもの。この時はハンデ49キログラムを活かした大逃げによる勝利であった。
2014年6月22日の函館競馬第4競走をクリノクレオパトラで制し、JRA通算100勝を達成。

## 人物
座右の銘は「和して同ぜず」、目標とする騎手は松永幹夫、夢は凱旋門賞の制覇、特技はコサック・ダンスとスプーン曲げ。
初重賞勝利となった日経新春杯では、2005年阪神ジュベナイルフィリーズ以後3年以上勝てず今レース限りでの引退を表明していたテイエムプリキュアの有終の美を飾り、のちに引退が撤回されたことで、一躍「時の人」となった。
鞍上に荻野が起用された理由としては、当日のハンデが49キログラムと超軽量だったことや、馬主が無名騎手の起用で実績のある竹園正繼であったことなどである。
なお荻野はこのレースの数日前に丹波市の成人式に出席したばかりであった。
テイエムプリキュア引退の際には、自身のブログで最も影響を受けた馬として感謝の言葉を多数並べた。
テイエムプリキュアやゴールデンハインドなど逃げ馬で結果を残すことが多く、逃げ馬との相性がいい。
普段から調教を請け負うことが多く、過去にはゴールドシップ、ジャスタウェイ、ジャスティンパレスなどの活躍馬に跨ってきた[14]。　そのため、調教技術において関係者から定評がある。
2023年末に一般人女性と結婚している。
2024年5月19日、京都競馬第6競走にて騎乗馬がゲート内で立ち上がり、馬の首とゲートの前扉に足を挟まれ負傷。回復まで時間を要すことが懸念されたものの、わずか１ヶ月で復帰した。

## 主な騎乗馬
- テイエムプリキュア（2009年日経新春杯）
- クィーンスプマンテ（2009年みなみ北海道ステークス）
- ゴールデンハインド（2011年札幌日経オープン、2012年万葉ステークス）
- テーオーヘリオス

## 騎乗成績
- JRA公式[3]およびnetkeiba[13]より

|            | 日付          | 競馬場・開催  | 競走名               | 馬名               | 頭数 | 人気 | 着順 |
| ---------- | ------------- | ------------- | -------------------- | ------------------ | ---- | ---- | ---- |
| 初騎乗     | 2007年3月3日  | 1回中京1日1R  | 3歳未勝利            | ブライティアアーチ | 16頭 | 10   | 11着 |
| 初勝利     | 2007年3月10日 | 1回中京3日2R  | 3歳未勝利            | コアレスリーヴァ   | 16頭 | 3    | 1着  |
| 重賞初騎乗 | 2007年6月17日 | 3回阪神2日11R | マーメイドステークス | ミスベロニカ       | 12頭 | 4    | 6着  |
| 重賞初勝利 | 2009年1月18日 | 1回京都6日11R | 日経新春杯           | テイエムプリキュア | 16頭 | 11   | 1着  |
| GI初騎乗   | 2009年5月3日  | 3回京都4日10R | 天皇賞（春）         | テイエムプリキュア | 18頭 | 14   | 18着 |

| 年度   | 1着 | 2着 | 3着 | 騎乗数 | 勝率 | 連対率 | 複勝率 |
| ------ | --- | --- | --- | ------ | ---- | ------ | ------ |
| 2007年 | 11  | 14  | 12  | 255    | .043 | .098   | .145   |
| 2008年 | 17  | 8   | 21  | 383    | .044 | .065   | .120   |
| 2009年 | 19  | 11  | 20  | 426    | .045 | .070   | .117   |
| 2010年 | 14  | 29  | 12  | 299    | .047 | .144   | .184   |
| 2011年 | 12  | 10  | 15  | 211    | .057 | .104   | .175   |
| 2012年 | 14  | 19  | 18  | 320    | .044 | .103   | .159   |
| 2013年 | 11  | 17  | 10  | 248    | .044 | .113   | .153   |
| 2014年 | 4   | 5   | 11  | 156    | .026 | .058   | .128   |
| 2015年 | 4   | 5   | 4   | 154    | .026 | .058   | .084   |
| 2016年 | 5   | 4   | 4   | 123    | .041 | .073   | .106   |
| 2017年 | 2   | 4   | 8   | 148    | .014 | .041   | .095   |
| 2018年 | 5   | 6   | 11  | 153    | .033 | .072   | .144   |
| 2019年 | 4   | 3   | 6   | 110    | .036 | .064   | .118   |
| 2020年 | 3   | 2   | 7   | 145    | .021 | .034   | .083   |
| 2021年 | 6   | 10  | 4   | 133    | .045 | .120   | .150   |
| 2022年 | 4   | 4   | 4   | 118    | .034 | .068   | .102   |
| 2023年 | 5   | 4   | 7   | 105    | .048 | .086   | .152   |
| 2024年 | 4   | 4   | 7   | 113    | .035 | .071   | .133   |
| 中央   | 144 | 159 | 181 | 3600   | .040 | .084   | .134   |
| 地方   | 6   | 1   | 3   | 30     | .200 | .233   | .300   |